# DNAJC12
DNAJC12 (англ. DnaJ heat shock protein family (Hsp40) member C12) – білок, який кодується однойменним геном, розташованим у людей на короткому плечі 10-ї хромосоми. Довжина поліпептидного ланцюга білка становить 198 амінокислот, а молекулярна маса — 23 415.
| 10         |  | 20         |  | 30         |  | 40         |  | 50         |
| ---------- |  | ---------- |  | ---------- |  | ---------- |  | ---------- |
| MDAILNYRSE |  | DTEDYYTLLG |  | CDELSSVEQI |  | LAEFKVRALE |  | CHPDKHPENP |
| KAVETFQKLQ |  | KAKEILTNEE |  | SRARYDHWRR |  | SQMSMPFQQW |  | EALNDSVKTS |
| MHWVVRGKKD |  | LMLEESDKTH |  | TTKMENEECN |  | EQRERKKEEL |  | ASTAEKTEQK |
| EPKPLEKSVS |  | PQNSDSSGFA |  | DVNGWHLRFR |  | WSKDAPSELL |  | RKFRNYEI   |

A: Аланін

C: Цистеїн

D: Аспарагінова кислота

E: Глутамінова кислота

F: Фенілаланін

G: Гліцин

H: Гістидин

I: Ізолейцин

K: Лізин

L: Лейцин

M: Метіонін

N: Аспарагін

P: Пролін

Q: Глутамін

R: Аргінін

S: Серин

T: Треонін

V: Валін

W: Триптофан

Кодований геном білок за функціями належить до шаперонів, фосфопротеїнів. 
Задіяний у таких біологічних процесах, як ацетилювання, альтернативний сплайсинг. 
Локалізований у цитоплазмі.